# C.J. Kupec
Charles Jerome Kupec, detto C.J. (Oak Lawn, 26 gennaio 1953), è un ex cestista statunitense.

## Carriera

Kupec (a destra) e Mike D'Antoni alla Billy Milano nella stagione 1979-80

Centro di 203 cm per 100 kg, ha giocato nella NBA con i Los Angeles Lakers e Houston Rockets e nel campionato italiano (con Milano, Cantù, Bergamo, Reggio Calabria, Siena e Cremona).
Frequentò l'Università di Michigan dove guidò la locale squadra degli Wolverines, nel suo anno da senior, al secondo posto nella più antica conference del college basketball, la Big Ten, registrando 17,7 punti e 8,5 rimbalzi di media.
Scelto dai Los Angeles Lakers al quarto giro, numero 56, nel Draft del 1975, rimase due stagioni con i californiani, per chiudere poi la sua esperienza nell'NBA con gli Houston Rockets nel 1977-78.
Dotato di un'eccellente precisione dalla lunga distanza, tanto che i suoi tiri, scoccati da ben oltre i sette metri, venivano definiti "bombe K", pur se effettuati con uno personale stile con la palla posta lateralmente al corpo e non sopra la testa come "da manuale".
Fu uno dei maggiori artefici, insieme al connazionale Mike D'Antoni, della "rinascita" dell'Olimpia Milano sponsorizzata "Billy", allenata dal coach Dan Peterson, reduce da pessime stagioni e addirittura di una retrocessione in Serie A2. La squadra venne chiamata "banda bassotti" a causa della bassa altezza media della squadra, tanto che Kupec pur con i suoi "soli" 203 cm ne era il centro titolare.
La sua dote nel tiro dalla distanza non fu completamente valorizzata data l'assenza fino alla stagione 1984 della regola del tiro da tre punti, di cui Kupec poté usufruire solo negli ultimi anni della carriera dopo il passaggio alla Viola Reggio Calabria.

## Palmarès
- Coppa dei Campioni: 1

Pall. Cantù: 1981-82